# 2001年12月逝世人物列表
2001年逝世人物列表：1月 - 2月 - 3月 - 4月 - 5月 - 6月 - 7月 - 8月 - 9月 - 10月 - 11月 - 12月
2001年12月逝世人物列表，是用於匯總2001年12月期間逝世人物的列表。

## 依日期排序

### 1日
- 達尼洛·多納蒂（Danilo Donati），75歲，義大利服裝設計師和製作設計師（兩次獲得奧斯卡最佳服裝設計獎）。[1]
- 埃利斯·鄧根（Ellis R. Dungan），92歲，美國電影導演。
- 邁克爾·加拉納（Michael Gallanagh），82歲，愛爾蘭菲安娜·法伊爾（Fianna Fáil）政治家和陸軍上尉。
- Cor de Jager，76歲，荷蘭陸軍軍官，國防部長（1980-1983年）。
- 林海音，83歲，臺灣作家，器官功能障礙。
- 西莉亞·亨特（Celia M. Hunter），82歲，美國環保主義者和環保主義者。[2]
- 克裡斯·裡斯（Chris Rees），70歲，威爾士政治家。
- 帕維爾·薩德林（Pavel Sadyrin），59歲，蘇聯和俄羅斯足球運動員兼經理，癌症。[3]

### 2日
- 約翰·W·柯林斯（John W. Collins），89歲，美國國際象棋大師、作家和教師。[4]
- 蔡斯·克雷格（Chase Craig），91歲，美國連環畫和漫畫作家和漫畫家，秋天。[5]
- 布魯斯·哈爾福德（Bruce Halford），70歲，英國賽車手。
- 瑪莎·克尼爾（Martha Kneale），92歲，英國哲學家。
- 羅傑·麥克唐納（Roger McDonough），92歲，美國圖書管理員。
- 阿米爾·阿卜杜拉·汗·羅赫里（Amir Abdullah Khan Rokhri），85歲，巴基斯坦政治家。
- 馬克斯·魯德（Max Rood），74歲，荷蘭法學家和政治家。[6]
- 娜奧米·肖爾（Naomi Schor），58歲，美國文學評論家和理論家，腦出血。[7]
- 曼努埃爾·貝拉斯科·蘇亞雷斯，86歲，墨西哥神經學家、科學家和人文主義者。
- 德米特裡·沃斯科博伊尼科夫，60歲，俄羅斯奧運排球運動員。[8]
- 威利·伍德伯恩（Willie Woodburn），82歲，蘇格蘭足球運動員。[9]

### 3日
- 胡安·何塞·阿雷奧拉（Juan José Arreola），83歲，墨西哥作家、學者和演員。[10]
- 迪·巴頓（Dee Barton），64歲，美國爵士長號手、大樂隊鼓手和作曲家。[11]
- 南非第一夫人瑪麗克·德克勒克（Marike de Klerk），64歲，作為弗雷德里克·威廉·德克勒克總統的妻子，被謀殺。
- 安東尼·吉格裡奧蒂（Anthony Gigliotti），79歲，美國單簧管演奏家和音樂教師（費城交響樂團）。[12]
- Nebojša M. Krstić，37歲，塞爾維亞神學家和社會學家，車禍。
- 格雷迪·馬丁（Grady Martin），72歲，美國鄉村音樂吉他手（納什維爾A隊），心臟病發作。[13]
- Gerhart M Riegner，90歲，德國哲學家，1965年至1983年擔任世界猶太人大會秘書長。[14]
- 哈裡·溫特（Harry Winter），87歲，奧地利歌手。[15]

### 4日
- 西爾維奧·克萊門泰利（Silvio Clementelli），75歲，義大利電影製片人。
- 皮埃爾·德·貝努維爾（Pierre de Bénouville），87歲，法國陸軍軍官，二戰期間抵抗運動成員，政治家。[16]
- 梅賽德斯·馬特（Mercedes Matter），87/88，美國畫家，製圖員和作家。[17]
- 埃迪·波波夫斯基（Eddie Popowski），88歲，美國棒球教練兼經理。
- 薩伏依的瑪麗亞·法蘭西絲卡，86歲，義大利皇室成員，義大利維克多·伊曼紐爾三世的女兒。[18]
- 約翰·湯森（John Townsend），85歲，美國籃球運動員。
- 埃德·惠倫（Ed Whalen），74歲，加拿大電視名人和記者，心臟病發作。

### 5日
- 安東·本亞（Anton Benya），89歲，奧地利政治家和工會會員。
- 彼得·布萊克（Peter Blake），53歲，紐西蘭水手和環保主義者，被槍殺。[19]
- 穆罕默德·克雷舍夫利亞科維奇，62歲，波士尼亞政治家，薩拉耶佛市長。
- 佛朗哥·拉塞蒂（Franco Rasetti），100歲，義大利裔美國物理學家。[20]
- 比尔·罗伯茨（Bill Roberts），89歲，英國運動員。[21]
- 達拉姆·辛格（Dharam Singh），82歲，印度曲棍球運動員和奧運冠軍。[22]
- 湯瑪斯·維奧，80歲，阿根廷籃球運動員。

### 6日
- 科林·布坎南（Colin Buchanan），94歲，蘇格蘭城市規劃師。[23]
- 羅伯特·W·卡馬克（Robert W. Camac），61歲，美國純種賽馬訓練師和飼養員，被謀殺。
- 湯瑪斯·威廉·古爾德（Thomas William Gould），86歲，英國皇家海軍潛艇艇員和二戰英雄（維多利亞十字勳章）。[24]
- 查理斯·麥克倫登（Charles McClendon），78歲，美式橄欖球運動員（肯塔基大學）和教練（路易士安那州立大學）。[25]
- 沃爾特·莫爾科納里（Walt Mulconery），69歲，美國電影剪輯師（《閃舞》、《空手道小子》、《一觸即發》）。[26]

### 7日
- 大衛·阿斯特（David Astor），89歲，英國報社老闆。[27]
- 伊娃·卡爾沃（Eva Calvo），80歲，墨西哥女演員。
- 沃利·克魯斯（Wally Cruice），88歲，美國橄欖球運動員，助理教練和球探。
- 詹姆斯·克魯奇菲爾德（James Crutchfield），89歲，美國藍調歌手，鋼琴演奏家和詞曲作者，患有心臟病。[28]
- 彼得·埃利亞斯（Peter Elias），78歲，美國信息理論家，克雅氏病。[29]
- Faith Hubley，77歲，美國動畫師（Moonbird，The Hole，Sesame Street，A Doonesbury Special），乳腺癌。[30]
- 比利·馬修斯（Billie Matthews），71歲，美國橄欖球教練。[31]
- Subrata Mitra，70歲，印度電影攝影師。
- 寶琳·摩爾（Pauline Moore），87歲，美國女演員（《海蒂》《三個火槍手》《年輕的林肯先生》《金銀島的查理·陳》），肌萎縮側索硬化症。[32]
- 雷·鮑威爾（Ray Powell），73歲，英國政治家。[33]

### 8日
- 阿迦·沙希德·阿裡（Agha Shahid Ali），52歲，喀什米爾裔美國詩人，腦癌。[34]
- 米尔扎·德利巴希奇，47歲，波士尼亞和南斯拉夫籃球運動員和教練。[35]
- 莫裡斯·格羅斯（Maurice Gross），67歲，法國語言學家和學者。[36]
- 貝蒂·霍爾伯頓（Betty Holberton），84歲，美國計算機程式師，ENIAC計算機的六位原始程序師之一。[37]
- 彼特·佩雷奧（Pete Perreault），62歲，美國橄欖球運動員。[38]
- 謝爾蓋·蘇波涅夫（Sergei Suponev），38歲，蘇聯/俄羅斯電視導演和兒童電視節目主持人，雪地摩托事故。
- 米罗斯拉夫·弗拉赫，66歲，捷克冰球運動員和奧運獎牌得主。[39]
- 喬治·楊（George Young），71歲，美式橄欖球主管。[40]

### 9日
- Cesina Bermudes，93歲，葡萄牙產科醫生和女權主義者。
- 邁克爾·卡佛，86歲，英國陸軍元帥。[41]
- 約瑟夫·米斯（Joseph Mees），78歲，比利時天主教會主教。[42]
- 弗雷德里克·斯圖爾特（Frederick Stewart），85歲，英國地質學家。[43]
- 麗莎·韋蘭德（Lisa Welander），92歲，瑞典神經學家。

### 10日
- 米哈伊爾·布迪科（Mikhail Budyko），81歲，俄羅斯氣候學家。
- 格斯·多爾納（Gus Doerner），79歲，美國籃球運動員。
- 艾倫·芬內爾（Alan Fennell），65歲，英國作家和編輯。
- 克努特·費格裡（Knut Fægri），92歲，挪威植物學家和古生態學家。[44]
- Ashok Kumar，90歲，印度電影演員，心力衰竭。[45]
- 弗農·理查茲（Vernon Richards），86歲，英意無政府主義者，作家和攝影師。[46]
- Heinz Rögner，72歲，德國指揮家。[47]

### 11日
- 貝弗利·霍普·阿特金森（Beverly Hope Atkinson），66歲，美國女演員，癌症。
- 安德列·班蒂科夫（Andrei Bantikov），87歲，俄羅斯和蘇聯畫家。[48]
- 格雷厄姆·比林（Graham Billing），65歲，紐西蘭小說家、記者和詩人。
- Mainza Chona，71歲，尚比亞政治家和外交官，腎衰竭。
- Ramchandra Narayan Dandekar，92歲，印度印度學家和學者。[49]
- Zdeněk Dítě，81歲，捷克斯洛伐克電影演員。
- Teguh Karya，64歲，印尼電影導演，中風併發症。
- 克拉克·米爾斯（Clark Mills），86歲，美國造船商和設計師。
- 約翰·威爾金森·泰勒（John Wilkinson Taylor），95歲，美國學者，聯合國教科文組織總幹事。[50]

### 12日
- 弗里德爾·阿佩爾特（Friedel Apelt），99歲，德國政治活動家和工會官員。
- 约瑟夫·比坎（Josef Bican），88歲，奧地利-捷克足球運動員。
- Ardito Desio，104歲，義大利探險家、地質學家和製圖師。[51]
- 貝里特·格蘭奎斯特，92歲，瑞典奧運擊劍運動員（1936年夏季奧運會女子花劍運動員）。[52]
- 阿曼多·西奧多羅·亨齊克（Armando Theodoro Hunziker），82歲，阿根廷植物學家（科爾多瓦國立大學植物博物館），癌症。[53]
- 法納姆·詹森（Farnham Johnson），77歲，美國橄欖球運動員（芝加哥火箭隊）。[54]
- Lê Phổ，94歲，越南畫家。
- 朱塞佩·普里斯科（Giuseppe Prisco），80歲，義大利律師和體育總監。
- Jean Richard，80歲，法國演員、喜劇演員和馬戲團企業家，癌症。[55]
- 羅傑·斯科蒂（Roger Scotti），76歲，法國足球運動員。[56]
- U·S·格蘭特·夏普（Grant Sharp， Jr.），95歲，美國海軍上將。[57]
- 威廉·斯托布（William Stobie），51歲，北愛爾蘭准軍事人員，被槍殺。

### 13日
- 邁克爾·布拉德肖（Michael Bradshaw），68歲，英國演員。[58]
- 拉里·科斯特洛（Larry Costello），70歲，美國籃球運動員和教練，癌症。[59]
- 伊萬·克雷波（Yvan Craipeau），90歲，法國托洛茨基主義者。[60]
- 傑克·霍夫曼（Jack Hoffman），71歲，美國橄欖球運動員（澤維爾大學，芝加哥熊隊）。[61]
- 克塞吉·哲尔吉，51歲，匈牙利舉重運動員，奧運會銀牌得主。[62]
- 奈傑爾·洛弗爾（Nigel Lovell），85歲，澳大利亞演員和歌劇導演。
- 比阿特麗斯·馬科拉（Beatrice Macola），36歲，義大利女演員，腦梗塞。
- Vidadi Narimanbekov，75歲，亞塞拜然畫家。
- Chuck Schuldiner，34歲，美國死亡金屬吉他手，歌手和詞曲作者，腦癌。
- 杜尚·斯洛博德尼克，74歲，斯洛伐克文學理論家、翻譯家和政治家。

### 14日
- Conte Candoli，74歲，美國爵士小號手，前列腺癌。[63]
- 阿吉里·伊曼紐爾（Arghiri Emmanuel），90歲，法國馬克思主義經濟學家。[64]
- 阿尔弗雷德·伯德·格拉夫（Alfred Byrd Graf），100歲，德裔美國植物學家，攝影師和作家。[65]
- 約翰·蓋德爾（John Guedel），88歲，美國廣播電視製片人（《你打賭你的生活》、《人們很有趣》、《奧茲和哈麗特歷險記》）。[66]
- Pauline Mills McGibbon，91歲，加拿大政治家，安大略省副省長。
- 克勞德·桑泰利（Claude Santelli），78歲，法國電影導演和編劇。[67]
- W. G. Sebald，57歲，德國作家，車禍。[68]
- Eoin Ryan，Snr，81歲，愛爾蘭政治家和參議員。

### 15日
- 威爾基·庫珀（Wilkie Cooper），90歲，英國電影攝影師（《傑森與阿爾戈航海家》）。[69]
- 拉斯·哈斯，27歲，美國職業摔跤手，死於心臟衰竭。[70]
- 比安卡·霍爾斯特德（Bianca Halstead），36歲，美國硬搖滾歌手。
- 約瑟·奧卡拉漢·馬丁內斯，79歲，西班牙耶穌會牧師和聖經學者。
- 梅爾·奧爾森，70歲，美國合唱指揮。
- 魯弗斯·湯瑪斯，84歲，美國R&B/靈魂歌手。[71]

### 16日
- 斯圖爾特·亞當森（Stuart Adamson），43歲，蘇格蘭創作歌手，Big Country和The Raphaels的吉他手，上吊自殺。[72]
- 羅伊·布羅克史密斯，56歲，美國演員，糖尿病患者。[73]
- Stefan Heym，88歲，德國作家，心力衰竭。[74]
- 馬丁·伊薩克松（Martin Isaksson），80歲，芬蘭政治家和外交官。
- 卡伍德·李普頓（Carwood Lipton），81歲，二戰期間的美國士兵，兄弟樂隊成員。[75]
- 萊斯特·珀斯基（Lester Persky），76歲，美國電影、電視和戲劇製片人，心臟手術后併發症。[76]
- 薇莉·索倫森（Villy Sørensen），72歲，丹麥作家、哲學家和文學評論家。[77]
- 林肯·泰特（Lincoln Tate），67歲，美國演員和海軍陸戰隊員。

### 17日
- 穆罕默德·侯賽尼·希拉齊（Mohammad al-Husayni al-Shirazi），73歲，伊朗裔伊拉克什葉派議員和政治理論家。
- 傑拉爾德·阿什比（Gerald Ashby），52歲，英格蘭足球裁判，心臟病發作。[78]
- 路易吉·貝托爾迪（Luigi Bertoldi），81歲，義大利社會主義政治家。
- Fred Chaney， Sr.，87歲，澳大利亞政治家。
- Nelson Chelle，70歲，烏拉圭籃球運動員。[79]
- 弗雷德里克·德·帕斯誇萊（Frédéric de Pasquale），70歲，法國演員。[80]
- 馬丁·格拉伯曼（Martin Glaberman），83歲，美國馬克思主義作家、歷史學家和學者。[81]
- 瑪莎·莫德爾（Martha Mödl），89歲，德國女高音，後來成為女中音。[82]
- Wale Ogunyemi，62歲，奈及利亞劇作家、電影演員和劇作家。[83]
- 亞歷山大·沃洛金（Aleksandr Volodin），82歲，蘇聯和俄羅斯劇作家，編劇和詩人。
- 阿爾夫·伍德，86歲，英格蘭足球守門員兼經理。

### 18日
- 吉伯特·貝考（Gilbert Bécaud），74歲，法國歌手，作曲家（“What Now My Love”），鋼琴家和演員，肺癌。[84]
- 丹·德卡洛（Dan DeCarlo），82歲，美國漫畫家（《少年女巫薩布麗娜》（Sabrina the Teenage Witch）、《喬西和貓咪》（Josie and the Pussycats）、《謝麗爾·布洛姆》（Cheryl Blossom），肺炎。[85]
- 迪米特裡斯·德拉加塔基斯（Dimitris Dragatakis），87歲，希臘古典音樂作曲家。[86]
- 瑪麗·哈德威克（Mary Hardwick），88歲，英國網球運動員。
- Bill Howerton，80歲，美國棒球運動員。[87]
- 基拉·伊萬諾娃，38歲，蘇聯奧運花樣滑冰運動員（1984年冬奧會女子花樣滑冰銅牌得主），殺人罪。[88]
- 吉姆·萊特勒（Jim Letherer），67歲，美國民權活動家。
- Marcel Mule，100歲，法國薩克斯管演奏家。[89]
- 托洛穆什·奧克耶夫，66歲，吉爾吉斯斯坦編劇和電影導演。
- 阿邁勒·庫瑪律·薩卡爾（Amal Kumar Sarkar），100歲，印度法官兼首席大法官。
- 費奧多爾·舒特科夫（Fyodor Shutkov），77歲，俄羅斯水手。[90]
- Marcelle Tassencourt，87歲，法國女演員和戲劇導演。[91]
- 塞西爾·瓦迪亞拉特內（Cecil Waidyaratne），63歲，斯裡蘭卡將軍。
- 克利福德·沃德（Clifford T. Ward），57歲，英國創作歌手，肺炎。[92]

### 19日
- 蘇希拉·戈帕蘭（Susheela Gopalan），71歲，印度共產黨領導人和政治家。
- 克裡斯汀·基特雷爾（Christine Kittrell），72歲，美國R&B歌手，肺氣腫。[93]
- 王若望，83歲，中國作家、持不同政見者，肺癌患者。
- 裘莉婭·桑切斯（Julia Sánchez），71歲，秘魯田徑短跑運動員。
- 漢斯·沃倫（Hans Warren），80歲，荷蘭作家，肝臟問題。[94]
- 戴爾·沃特斯（Dale Waters），92歲，美式足球運動員。[95]
- 雅各·魏德曼（Jakob Weidemann），78歲，挪威藝術家。[96]
- 阿基·懷特利（Arkie Whiteley），37歲，澳大利亞女演員（《愛麗絲小鎮》《瘋狂的麥克斯2》《卡拉布公主》），腎上腺癌。[97]
- 大辻清司，78歲，日本攝影師、攝影理論家和教育家。[98]

### 20日
- Manuhuia Bennett，85歲，紐西蘭聖公會主教。
- 福斯特·布魯克斯，89歲，美國演員和喜劇演員。[99]
- 愛德華·埃文斯（Edward Evans），87歲，英國電影和電視演員（The Grove Family，Coronation Street，Z-Cars）。[100]
- 南原宏治，74歲，日本演員，死於心臟病發。[101]
- 利奧波德·桑戈爾，95歲，塞內加爾第一任總統;也是世界著名的詩人和作家。[102]
- 瓊·惠勒，88歲，美國女演員。[103]

### 21日
- 海因茨·馬赫（Heinz Macher），81歲，德國武裝黨衛軍成員，二戰期間的納粹官員。
- 凱文·曼瑟（Kevin Manser），72歲，澳大利亞演員，癌症。
- 雅克·莫克雷爾（Jacques Mauclair），82歲，法國電影演員。[104]
- 埃德·塞勒姆（Ed Salem），73歲，美國橄欖球運動員，糖尿病併發症。
- 迪克·沙普（Dick Schaap），67歲，美國體育作家、廣播員和作家。[105]
- 湯瑪斯·塞貝克（Thomas Sebeok），81歲，匈牙利裔美國博學家、符號學家和語言學家。[106]
- 列昂尼德·瓦西里耶维奇·斯米尔诺夫，85歲，蘇聯政治家。
- 納米克·凱末爾·約爾加（Namık Kemal Yolga），87歲，土耳其外交官和政治家。
- 弗拉基米爾·熱里欣（Vladimir Zherikhin），56歲，蘇聯/俄羅斯古昆蟲學家和鞘翅目動物學家。

### 22日
- Grzegorz Ciechowski，44歲，波蘭搖滾音樂家（Republika）和電影音樂作曲家，手術后心臟病發作。[107]
- 鮑勃·大衛斯（Bob Davis），68歲，美國棒球運動員。[108]
- Angèle Durand，76歲，比利時歌手和演員。[109]
- 蘭斯·富勒（Lance Fuller），73歲，美國演員。[110]
- Jovan Gojković，26歲，塞爾維亞足球運動員，交通事故。
- Shidzue Katō，104歲，日本女權主義者和政治家。
- 揚·科特（Jan Kott），87歲，波蘭戲劇評論家和政治活動家，心臟病發作。[111]
- 蘭斯·勞德（Lance Loud），50歲，美國電視名人和雜誌專欄作家，因丙型肝炎導致肝功能衰竭。[112]
- 雅克·馬約爾（Jacques Mayol），74歲，法國潛水夫，自由潛水多項紀錄保持者，自殺。[113]
- 吉恩·泰勒（Gene Taylor），72歲，美國爵士低音提琴手。[114]
- 刘子厚，92歲，中國政治家，湖北省省長和河北省省長。

### 23日
- 馬克·克林頓，86歲，愛爾蘭高級蓋爾政治家。
- 維森特·戈麥斯，90歲，西班牙吉他手和作曲家。[115]
- Bola Ige，71歲，奈及利亞律師和政治家（奈及利亞司法部長兼總檢察長）。[116]
- 迪米特裡·奧博連斯基，83歲，俄羅斯出生的英國歷史學家。[117]
- 佩德羅·理查茲，45歲，英格蘭足球運動員，死於肺炎。[118]
- 唐納德·C·斯賓塞，89歲，美國數學家。[119]
- Jelle Zijlstra，83歲，荷蘭政治家和經濟學家，首相（1966-1967），死於失智症。[120]

### 24日
- 道格·亞當（Doug Adam），78歲，加拿大冰球運動員和教練。[121]
- 黑木博（Hiroshi Kuroki），94歲，日本政治家，宮崎縣知事，肺炎。
- 羅伯特·萊基（Robert Leckie），81歲，美國海軍陸戰隊員，作家，阿爾茨海默病。
- 哈威·馬丁（Harvey Martin），51歲，美國橄欖球運動員，胰腺癌。[122]
- 漢克·索爾（Hank Soar），87歲，美國橄欖球運動員。[123]
- 加雷斯·威廉姆斯（Gareth Williams），48歲，英國音樂家（This Heat），癌症。

### 25日
- 邁克·大衛斯（Mike Davis），45歲，美國職業摔跤手，心臟病發作。[124]
- 布萊恩·德雷克（Bryan Drake），76歲，紐西蘭歌劇男中音。[125]
- 小安德魯·埃文斯（Andrew J. Evans Jr.），83歲，美國空軍軍官和飛行王牌。[126]
- 拉蒙·加西亞（RamónGarcía），77歲，古巴棒球運動員。[127]
- Alfred A. Tomatis，81歲，法國耳鼻喉科醫生和發明家。[128]
- 比利·威爾斯（Billy Wells），70歲，美式足球運動員。[129]

### 26日
- 雅克·考萬（Jacques Cauvin），法國考古學家。[130]
- 愛德華·唐斯（Edward Downes），90歲，美國音樂學家、電臺名人和音樂評論家。[131]
- 奈杰尔·霍桑（Nigel Hawthorne），72歲，英國演員（《喬治國王的瘋狂》《是的部長》《泰山》），胰腺癌，心臟病發作。[132]
- 保罗·兰德斯（Paul Landres），89歲，美國影視編輯兼導演，癌症。[133]
- 湯姆·麥克布萊德（Tom McBride），87歲，美國棒球運動員。[134]
- 喬治·羅切斯特，93歲，英國物理學家，心力衰竭。[135]

### 27日
- 莫姆西洛·切莫維奇，73歲，黑山政治家。
- 彼特·達朗佐（Pete D'Alonzo），72歲，美國橄欖球運動員。[136]
- 罗伯特·福勒（Robert Fowler），70歲，南非自行車運動員（1952年夏季奧運會男子自行車團體追逐賽銀牌得主）。[137]
- 伊恩·汉密尔顿（Ian Hamilton），63歲，英國評論家，詩人，雜誌出版商，癌症患者。[138]
- 約翰·霍夫曼（John Hoffman），58歲，美國棒球運動員。[139]
- 保羅·霍加斯（Paul Hogarth），84歲，英國藝術家。[140]
- 鲍里斯·雷巴科夫，83歲，俄羅斯歷史學家。
- 海倫·羅德裡格斯·特裡亞斯（Helen Rodríguez Trías），72歲，美國兒科醫生和女權活動家，癌症。

### 28日
- T. R. Govindachari，86歲，印度化學家和學者。
- 霍維·李斯特（Hovie Lister），75歲，美國福音歌手，政治家四重奏（The Statesmen Quartet）的經理。[141]
- Arne Rettedal，75歲，挪威政治家。
- 安東尼·羅伊爾（Anthony Royle），里士滿男爵范肖（Baron Fanshawe），74歲，英國政治家和商人。[142]
- Sam Solon，70歲，美國政治家，惡性黑色素瘤。
- Gerard van Leijenhorst，73歲，荷蘭政治家和化學家。[143]

### 29日
- 湯姆·伯克（Tom Bourke），83歲，澳大利亞橄欖球運動員。
- Cássia Eller，39歲，巴西歌手和音樂家，心臟病發作。[144]
- 弗洛裡安·弗里克（Florian Fricke），57歲，德國音樂家，中風。[145]
- György Kepes，95歲，匈牙利裔美國畫家、攝影師、設計師和藝術理論家。[146]
- 阿納托利·庫巴茨基（Anatoly Kubatsky），93歲，蘇聯/俄羅斯演員。
- 克林頓·麥金農（Clinton D. McKinnon），95歲，美國政治家和記者。
- 约瑟夫·文图斯（Josef Věntus），70歲，捷克賽艇運動員和奧運獎牌得主。[147]
- 路易士·沃爾特尼爾（Louis Waltniel），76歲，比利時政治家和實業家。

### 30日
- 李鹗鼎，83岁，中国水力发电工程专家，中国工程院院士。[148]
- 埃裡克·切尼（Eric Cheney），77歲，英國摩托車設計師。
- 弗蘭基·蓋伊（Frankie Gaye），60歲，美國靈魂音樂家，馬文·蓋伊（Marvin Gaye）的兄弟，心臟病發作。
- Chaim Kreiswirth，83歲，比利時東正教拉比。
- 撒母耳·莫克比（Samuel Mockbee），57歲，美國建築師，白血病。[149]
- 雷·派特森（Ray Patterson），90歲，美國動畫師（《藍精靈》《小飛象》《GoBots的挑戰》）。[150]
- 希拉·夏洛克（Sheila Sherlock），83歲，英國醫生，肺纖維化。[151]
- 拉爾夫·薩頓（Ralph Sutton），79歲，美國爵士鋼琴家，中風。[152]
- 弗拉迪斯拉夫·查普，75歲，捷克花樣滑冰運動員。

### 31日
- 馬修·H·阿曼（Mathew H. Ahmann），70歲，美國天主教徒和民權活動家，癌症。
- 約翰·格裡格（John Grigg），第二代奧特林漢姆男爵，77歲，英國作家，歷史學家和政治家。[153]
- 吉多·迪·泰拉（Guido di Tella），70歲，阿根廷商人，學者和外交官，腦溢血。[154]
- 愛琳·赫卡特（Eileen Heckart），82歲，美國女演員（《蝴蝶自由》，《壞種子》，《第一任妻子俱樂部》），奧斯卡獎得主（1973年），肺癌。[155]
- 保羅·哈布施密德，84歲，瑞士演員（《柏林葬禮》《窈窕淑女》《兩萬噚的野獸》），肺栓塞。[156]
- 哈沙德·梅塔（Harshad Mehta），47歲，印度股票經紀人和欺詐者。
- 伯尼·珀塞爾（Bernie Purcell），73歲，澳大利亞橄欖球運動員和教練。
- T. M. Chidambara Ragunathan，78歲，泰米爾人，作家、記者和文學評論家。
- 大衛·斯威夫特（David Swift），82歲，美國編劇和電影導演（《如何在沒有真正嘗試的情況下取得成功》、《父母陷阱》、《波莉安娜》），心力衰竭。[157]